# أمادو توريه
أمادو توريه (بالفرنسية: Amadou Touré)‏ (مواليد 27 سبتمبر 1982 في بوجمبورا) لاعب كرة قدم بوركينابي دولي يجيد اللعب في خط الدفاع . يلعب حاليا لصالح نادي أولمبيك تشارلروا البلجيكي منذ سنة 2009 .

## روابط خارجية
- أمادو توريه على موقع الاتحاد الدولي (مؤرشف)  (الإنجليزية)
- أمادو توريه على موقع قاعدة بيانات كرة القدم.إي يو (الإنجليزية)
- أمادو توريه على موقع ناشيونال فوتبول تيمز (الإنجليزية)